# Ptilinopus tannensis
Ptilinopus tannensis là một loài chim trong họ Columbidae.